# Das NRW-Duell
Das NRW-Duell war eine seit 2006 ausgestrahlte deutsche Quizsendung im WDR Fernsehen. Letztmals lief sie am 5. Juni 2016 mit der 10-jährigen Jubiläumsausgabe und wurde hiernach eingestellt.

## Allgemein
Das NRW Duell wurde redaktionell von Katja Banse betreut und von Bernd Stelter moderiert. Es wurde regelmäßig montags um 21:05 Uhr im WDR Fernsehen ausgestrahlt, bis 2015 mittwochs um 20:15 Uhr. Die Sendung wurde von der Sony Pictures Film und Fernseh Produktions GmbH in den WDR-Studios in Köln-Bocklemünd produziert. Die Sendung wurde staffelweise aufgezeichnet, wobei oft zwei Sendungen am Tag produziert wurden. Der bei der Sendung erzielte Gewinn wurde von dem siegreichen Prominenten an eine Hilfsorganisation gespendet.

## Spielprinzip
Es traten jeweils zwei Kandidaten gegeneinander an. Die Fragen an die Kandidaten beinhalteten drei Antwortmöglichkeiten und für eine richtige Antwort erhielt der Kandidat einen Punkt. Gab er eine falsche Antwort, erhielt der Gegner einen Punkt. Wer zuerst sechs Punkte erreichte, gewann die Runde. Der Sieger dieser Runde trat in einem Finale gegen den Sieger aus der anderen Runde an.
Das NRW Duell bestand nicht nur aus Fragen, sondern auch aus interaktiven Spielen, bei denen die Kandidaten Rätsel lösen, Musiktitel erraten oder Bilder zuordnen mussten. Für ein gewonnenes Spiel gab es meist einen Punkt, wie für eine richtig beantwortete Frage. Viele Fragen waren regional auf NRW begrenzt, jedoch nicht alle.

## NRW Duell Extra
Unter dem Titel NRW Duell Extra wurden von 2008 bis 2014 insgesamt 31 Sonderausgaben mit überwiegend prominenten Gästen ausgestrahlt. Diese Ausgaben standen jeweils unter einem besonderen Motto. In der ersten Sendung am 24. März 2008 traten anlässlich des 25-jährigen Jubiläums der Aktuellen Stunde die Moderatoren des Magazins gegeneinander an. Im Sommer 2008 folgten neun Ausgaben als Sommerquiz, sowie Anfang 2009 drei Karnevalssendungen. Im Jahr 2010 wurde eine Show zum Thema „RUHR.2010 – Kulturhauptstadt Europas“ produziert. Von 2010 bis 2014 gab es jedes Jahr ein Weihnachtsspecial – in den Jahren 2011 und 2012 zudem je ein Sommer- und ein Herbstspecial, sowie 2012 und 2014 eine Frühlingsshow. Im April 2011 wurde Bernd Stelters 50. Geburtstag gefeiert. 2012 wurde Bernd Stelter von Guido Cantz im Rahmen der Sendung Verstehen Sie Spaß? reingelegt. Weitere Sonderausgaben waren 2013 Extra für Soziales Engagement und Das große Extra zum Schulanfang, sowie 2014 erneut eine Karnevalsausgabe und Das große WDR Big Band Spezial.
Die Sonderausgaben wurden überwiegend auf dem üblichen Sendeplatz am Mittwoch ausgestrahlt, hatten meist aber die doppelte Sendezeit.